# PLAYZONE2003 Vacation
『PLAYZONE2003 Vacation』（プレゾン2003ヴァケイション）は2003年8月6日にジャニーズ・エンタテイメントからリリースされた少年隊14枚目となるサウンドトラック。
グループ歌唱曲は無く ソロ楽曲とInstrumental楽曲のみのサウンドトラック。先着予約特典はポストカード3枚組。

## 収録曲
1. Code Number（Instrumental）
作曲・編曲：ab:fly
2. Gi☆Mi amor
作詞：石川絵理,YASMIL MARRUFO,CARLOS BAUTE
作曲：YASMIL MARRUFO,CARLOS BAUTE
編曲：上杉洋史
東山紀之 ソロ曲
3. WHY
作詞：cica,FREDRIK KEMPE
作曲：FREDRIK KEMPE　編曲：秋山誠司
東山紀之 ソロ曲
4. 哀しき女たち（Instrumental）
作曲・編曲：船山基紀
5. 禁じられたMadrigal 〜オリジナルタイトル 「いけない恋人」〜
オリジナル詞・作曲：宮下智　ミュージカル詞：石川絵理　
編曲：船山基紀
東山紀之 ソロ曲
6. 喜びを信じて（Instrumental）
作曲・編曲：ab:fly
7. Casino Scandal（Instrumental）
作曲：ab:fly　編曲：船山基紀
8. お気に召すまま 〜オリジナルタイトル 「KISS THE SUN」〜
オリジナル詞：松本一起　ミュージカル詞：Chang Jung
作曲：服部克久　編曲：船山基紀
植草克秀 ソロ曲
9. PANDORA'S BOX
作詞：桑原永江　作曲：TSUKASA　編曲：家原正樹
植草克秀 ソロ曲
10. YOUR DAY
作詞：加藤碧,FREDRIK HULT,RED ONE,SAVEN
作曲：FREDRIK HULT,RED ONE,SAVEN
編曲：酒井ミキオ
植草克秀 ソロ曲
11. It's SHOWBIZ!! 〜オリジナルタイトル 「愛の手紙」〜
オリジナル詞：戸沢暢美　ミュージカル詞：cica
作曲：筒美京平　編曲：船山基紀
錦織一清 ソロ曲
12. Liar
作詞：石川絵理　作曲・編曲：馬飼野康二
錦織一清 ソロ曲
13. Memories
作詞：821R　作曲：飯田建彦　編曲：中村仁
錦織一清 ソロ曲
14. KEEP ON SINGIN'
作詞：近藤ナツコ　作曲・編曲：馬飼野康二
錦織一清 ソロ曲